# Proveis
Proveis (wł. Proves) – miejscowość i gmina we Włoszech, w regionie Trydent-Górna Adyga, w prowincji Bolzano.
Liczba mieszkańców gminy wynosiła 273 (dane z roku 2009). Język niemiecki jest językiem ojczystym dla 97,84%, a włoski dla 2,16% mieszkańców (2001).